# Louise Lindh
Eva Louise Katarina Lindh, född Lundberg 20 oktober 1979 i Norrköping, är en svensk näringslivsperson.
Louise Lindh är dotter till Anne-Marie och Fredrik Lundberg och syster till Katarina Martinson. Hon växte upp i Norrköping, Schweiz och Djursholm, och utbildade sig till civilekonom på Handelshögskolan i Stockholm och arbetade därefter som revisor på KPMG.
Hon har arbetat i Fastighets AB L E Lundberg sedan 2005, för vilket hon blev vice verkställande direktör 2008 och verkställande direktör 2016.
Hon gifte sig 2006 med Johan Lindh (född 1977). Paret grundade 2009 förvaltningsbolaget J2L Holding AB, som äger ett antal handels- och industriföretag, bland andra AB Sigfrid Stenberg i Jönköping, som levererar maskiner och utrustning till verkstadsindustrin. Hon invaldes 2022 som ledamot av Ingenjörsvetenskapsakademien.